# Anchisauria
Gli Anchisauria Galton & Upchurch, 2004 sono un clade di dinosauri sauropodomorfi che vissero durante il Triassico e il Giurassico. Il nome Anchisauria è stato utilizzato per la prima volta da Galton e Upchurch nella seconda edizione del libro The Dinosauria. Galton e Upchurch assegnarono due famiglie di dinosauri ad Anchisauria: gli Anchisauridae e i Melanorosauridae. I Prosauropodi più comuni come Plateosaurus e Massospondylus sono stati collocati nel sister clade Plateosauria.
Tuttavia, recenti ricerche indicano che Anchisaurus è più vicino ai sauropodi rispetto ai prosauropodi tradizionali; in tal modo, Anchisauria includerebbe anche Sauropoda.
Il seguente cladogramma semplificato, presenta l'analisi proposta da Blair McPhee e colleghi (2014):
|  | Lessemsaurus |
|  |              |
|  | Antetonitrus |
|  |              |

|  | Gongxianosaurus |
|  |                 |
|  | Sauropoda       |
|  |                 |

|  | Lessemsaurus |
|  |              |
|  | Antetonitrus |
|  |              |

|  | Gongxianosaurus |
|  |                 |
|  | Sauropoda       |
|  |                 |

|  | Lessemsaurus |
|  |              |
|  | Antetonitrus |
|  |              |

|  | Gongxianosaurus |
|  |                 |
|  | Sauropoda       |
|  |                 |

|  | Lessemsaurus |
|  |              |
|  | Antetonitrus |
|  |              |

|  | Gongxianosaurus |
|  |                 |
|  | Sauropoda       |
|  |                 |

|  | Lessemsaurus |
|  |              |
|  | Antetonitrus |
|  |              |

|  | Gongxianosaurus |
|  |                 |
|  | Sauropoda       |
|  |                 |

|  | Lessemsaurus |
|  |              |
|  | Antetonitrus |
|  |              |

|  | Gongxianosaurus |
|  |                 |
|  | Sauropoda       |
|  |                 |

|  | Lessemsaurus |
|  |              |
|  | Antetonitrus |
|  |              |

|  | Gongxianosaurus |
|  |                 |
|  | Sauropoda       |
|  |                 |

|  | Lessemsaurus |
|  |              |
|  | Antetonitrus |
|  |              |

|  | Gongxianosaurus |
|  |                 |
|  | Sauropoda       |
|  |                 |

|  | Lessemsaurus |
|  |              |
|  | Antetonitrus |
|  |              |

|  | Gongxianosaurus |
|  |                 |
|  | Sauropoda       |
|  |                 |

|  | Lessemsaurus |
|  |              |
|  | Antetonitrus |
|  |              |

|  | Gongxianosaurus |
|  |                 |
|  | Sauropoda       |
|  |                 |

|  | Lessemsaurus |
|  |              |
|  | Antetonitrus |
|  |              |

|  | Gongxianosaurus |
|  |                 |
|  | Sauropoda       |
|  |                 |

|  | Lessemsaurus |
|  |              |
|  | Antetonitrus |
|  |              |

|  | Gongxianosaurus |
|  |                 |
|  | Sauropoda       |
|  |                 |

|  | Lessemsaurus |
|  |              |
|  | Antetonitrus |
|  |              |

|  | Gongxianosaurus |
|  |                 |
|  | Sauropoda       |
|  |                 |

|  | Lessemsaurus |
|  |              |
|  | Antetonitrus |
|  |              |

|  | Gongxianosaurus |
|  |                 |
|  | Sauropoda       |
|  |                 |

|  | Lessemsaurus |
|  |              |
|  | Antetonitrus |
|  |              |

|  | Gongxianosaurus |
|  |                 |
|  | Sauropoda       |
|  |                 |

|  | Lessemsaurus |
|  |              |
|  | Antetonitrus |
|  |              |

|  | Gongxianosaurus |
|  |                 |
|  | Sauropoda       |
|  |                 |

|  | Lessemsaurus |
|  |              |
|  | Antetonitrus |
|  |              |

|  | Gongxianosaurus |
|  |                 |
|  | Sauropoda       |
|  |                 |

|  | Lessemsaurus |
|  |              |
|  | Antetonitrus |
|  |              |

|  | Gongxianosaurus |
|  |                 |
|  | Sauropoda       |
|  |                 |

|  | Lessemsaurus |
|  |              |
|  | Antetonitrus |
|  |              |

|  | Gongxianosaurus |
|  |                 |
|  | Sauropoda       |
|  |                 |

|  | Lessemsaurus |
|  |              |
|  | Antetonitrus |
|  |              |

|  | Gongxianosaurus |
|  |                 |
|  | Sauropoda       |
|  |                 |

|  | Lessemsaurus |
|  |              |
|  | Antetonitrus |
|  |              |

|  | Gongxianosaurus |
|  |                 |
|  | Sauropoda       |
|  |                 |

|  | Lessemsaurus |
|  |              |
|  | Antetonitrus |
|  |              |

|  | Gongxianosaurus |
|  |                 |
|  | Sauropoda       |
|  |                 |

|  | Lessemsaurus |
|  |              |
|  | Antetonitrus |
|  |              |

|  | Gongxianosaurus |
|  |                 |
|  | Sauropoda       |
|  |                 |

|  | Lessemsaurus |
|  |              |
|  | Antetonitrus |
|  |              |

|  | Gongxianosaurus |
|  |                 |
|  | Sauropoda       |
|  |                 |

|  | Lessemsaurus |
|  |              |
|  | Antetonitrus |
|  |              |

|  | Gongxianosaurus |
|  |                 |
|  | Sauropoda       |
|  |                 |

|  | Lessemsaurus |
|  |              |
|  | Antetonitrus |
|  |              |

|  | Gongxianosaurus |
|  |                 |
|  | Sauropoda       |
|  |                 |

|  | Lessemsaurus |
|  |              |
|  | Antetonitrus |
|  |              |

|  | Gongxianosaurus |
|  |                 |
|  | Sauropoda       |
|  |                 |

|  | Lessemsaurus |
|  |              |
|  | Antetonitrus |
|  |              |

|  | Gongxianosaurus |
|  |                 |
|  | Sauropoda       |
|  |                 |

|  | Lessemsaurus |
|  |              |
|  | Antetonitrus |
|  |              |

|  | Gongxianosaurus |
|  |                 |
|  | Sauropoda       |
|  |                 |

|  | Lessemsaurus |
|  |              |
|  | Antetonitrus |
|  |              |

|  | Gongxianosaurus |
|  |                 |
|  | Sauropoda       |
|  |                 |

|  | Lessemsaurus |
|  |              |
|  | Antetonitrus |
|  |              |

|  | Gongxianosaurus |
|  |                 |
|  | Sauropoda       |
|  |                 |

|  | Lessemsaurus |
|  |              |
|  | Antetonitrus |
|  |              |

|  | Gongxianosaurus |
|  |                 |
|  | Sauropoda       |
|  |                 |